# Будар, Бен
Бен Бу́дар (в.-луж. Ben Budar, 28 октября 1928 года, деревня Кослов, Лужица, Германия — 27 октября 2011 года, Хросчицы, Лужица, Германия) — верхнелужицкий писатель, переводчик и журналист.

## Биография
Родился 28 октября 1928 года в серболужицкой крестьянской семье в деревне Кослов. В 1939 году окончил народную школу в селе Роженце, после чего обучался до 1944 года в гимназиях в Вюрцбурга и Дрездена. В 1944—1945 годах воевал в отрядах Фольксштурма. С 1946 года по 1951 год продолжил обучение в различных гимназиях. Экзамен на среднее образование сдал в Высшей серболужицкой школе в Будишине. В 1951 году поступил на журналистский факультет университета имени Карла Маркса в Лейпциге, который окончил в 1954 году. С 1954 по 1958 год был редактором серболужицкой газеты «Nowa doba» и серболужицкой редакции на местном радио. С 1958 года по 1976 год работал лектором в серболужицкой культурно-просветительской организации «Домовина». С 1976 года по 1981 год был руководителем Серболужицкого народного ансамбля «Wjelbik» в Будишине. С 1981 года по 1990 год работал в редакции журнала «Rozhlad».
Будучи на пенсии, с 1990 года по декабрь 2006 года вёл в газете «Serbske Nowiny» колонку «Swět a cyrkej» (Мир и церковь), которая выходила каждый вторник.
Скончался 27 октября 2011 года в Кроствице. Похоронен на кладбище святого Николая в Будишине.

## Сочинения
Занимался переводами с чешского и польского языков.
Проза
- Rebel Jan Čuška, 1955;
- Mokrowčenjo, 1956;
- Jenseits von Oder und Neiße, 1962;
- Łużyce, Drezno, Miśnia, Sakska Szwajcaria, Góry Żytawskie, Spreewald, Wydawnictwo Ślask, Katowice, путеводитель, 1975;
- Ja, kocor Stani, 1983;
- Ja, kocoŭr Standa, 1987;
- Ja, kocúr Stanislav, 1989.

Драматургия
- Jan Čuška;
- Chodojta;
- Hronow;
- Hribowčenjo.

## Награды
- В 1970 году был удостоен премии имени Якуба Чишинского.